# 7 Days in Entebbe
7 Days in Entebbe (uitgebracht in de VS onder de naam Entebbe) is een Amerikaans-Britse film uit 2018, geregisseerd door José Padilha. De film is geïnspireerd door de ware gebeurtenissen van de vliegtuigkaping in 1976 van een Air France-toestel onderweg van Tel Aviv naar Parijs en de meest gewaagde reddingsmissie ooit.

## Verhaal
Op 27 juni 1976 kaapten twee Duitse en twee Palestijnse terroristen vlucht 139 van Air France dat onderweg was van Tel Aviv naar Parijs, na een tussenlanding in Athene. De Palestijnen waren lid van het PFLP (Volksfront voor de Bevrijding van Palestina) en de twee Duitsers waren lid van de links-extremistische groepering Revolutionäre Zellen en hadden banden met de Baader-Meinhof-Groep. De kapers werden gesteund door het regime van de Oegandese dictator Idi Amin. Ze hielden de passagiers en bemanning gegijzeld in het oude luchthavengebouw van Entebbe en eisten een losgeld van 5 miljoen Amerikaanse dollar voor het vliegtuig en de vrijlating van 53 Palestijnse en pro-Palestijnse militanten, van wie 40 gevangenen zich in Israël bevonden. Toen alle diplomatieke inspanningen faalden, besloot de Israëlische regering niet te onderhandelen met de gijzelnemers en gaf ze goedkeuring aan een gijzelaarsreddingsoperatie door commando's van het Israëlisch defensieleger onder de codenaam Operatie Entebbe.

## Rolverdeling
| Acteur             | Personage             |
| ------------------ | --------------------- |
| Rosamund Pike      | Brigitte Kuhlmann     |
| Daniel Brühl       | Wilfried Böse         |
| Lior Ashkenazi     | Yitzhak Rabin         |
| Mark Ivanir        | Motta Gur             |
| Denis Ménochet     | Jacques Lemoine       |
| Eddie Marsan       | Shimon Peres          |
| Ben Schnetzer      | Zeev Hirsch           |
| Peter Sullivan     | Amos Eran             |
| Andrea Deck        | Patricia Martel       |
| Brontis Jodorowsky | Kapitein Michel Bacos |
| Angel Bonanni      | Jonathan Netanyahu    |
| Nonso Anozie       | Idi Amin              |
| Vincent Riotta     | Dan Shomron           |
| Yiftach Klein      | Ehud Barak            |
| Natalie Stone      | Leah Rabin            |
| Trudy Weiss        | Dora Bloch            |
| Michael Lewis      | Majoor Muki Betser    |
| Juan Pablo Raba    | Juan Pablo            |
| Tomer Kapon        | soldaat               |

## Release
7 Days in Entebbe ging op 19 februari 2018 in première op het internationaal filmfestival van Berlijn buiten de competitie.